# 理查·佐爾格
理查·佐尔格（德語：Richard Sorge；1895年10月4日—1944年11月7日），早年译作“索治”、“沙奇”。德俄混血，20世纪的一位苏联间谍，他的情报网代号是“拉姆齐”（Ramsay）。

## 早年
1895年10月4日理查·佐尔格出生在俄罗斯帝国外高加索巴库（现阿塞拜疆共和国首都）附近的薩邦齊镇，是一家9个孩子中最小的一个；父亲阿道夫·佐尔格是一位德国石油钻探设备专家，供职于瑞典诺贝尔兄弟公司；母亲尼娜·西缅诺娃·科别列娃则是一位普通的俄国妇女。 

1898年阿道夫·佐尔格与高加索石油公司的契约期满後，带着全家回到德国。用佐尔格自己的话说，
“使我的生活与常人稍有不同的唯一一件事是，我清楚地知道以下事实：自己是出生在南高加索，但在非常年幼时我们就搬到了柏林。”
世界性的佐尔格一家“与柏林普通的中产阶级家庭极为不同”。理查·佐尔格自称他的祖父是马克思和恩格斯的同事──弗里德里希·阿道夫·佐尔格，但事实上他只是理查·佐尔格的叔祖父。
1914年10月第一次世界大战爆发不久，19岁的理查·佐尔格志愿入伍，加入德军炮兵野战部队。1916年3月他在西线作战时身负重伤。榴霰彈切断了他的3根手指，伤害了他的双腿，致他终生微跛。他被提升为下士，并获得了二级铁十字勋章。他在住院康复期间与一位护士交往，受到她父亲的影响，阅读马克思著作，接受了共产主义理论。战争后期，他在柏林大学、基尔大学和汉堡大学学习经济学。大学时代向往社会主义。1919年8月，理查·佐尔格在汉堡大学经济学院获得政治学博士学位，1919年10月加入德国共产党。从1920年到1922年佐尔格住在索林根（今属北莱茵-威斯特法伦州），与自己的师母，即过去在基尔大学时的政治学教授库尔特·艾伯特·格拉赫（1886年-1922年）的妻子克利丝蒂亚那同居。1921年5月佐尔格和克利丝蒂亚那结婚，1922年共产党将他调往美茵河畔法蘭克福搜集关于工商业界的情报。1924年德共九大期间佐尔格与妻子女儿来到苏联并定居莫斯科，正式加入共产国际的国际联络部，1925年加入苏联国籍，并转入苏联共产党（布尔什维克）。随即与克利丝蒂亚那离婚。1928年出版著作《新德意志帝国主义》。
1929年佐尔格被划为“右派”而调离共产国际，随即加入蘇军总司令部第4局（负责军事情报工作），此后他终生服务于这一部门。
1929年11月启程前往柏林，在那里取得德国护照，并获得了《德意志粮食报》特派记者头衔，以及一家社会学杂志的供稿合同。随后佐尔格前往英国旅行，“研究英国的工人运动、共产党的地位与政治、经济状况”。

## 中国
1930年1月10日，佐尔格来到中国上海，入住沙逊大厦的华懋饭店（Cathay  Hotel），化名亚历山大·约翰逊。左尔格的公开使命是研究银行业务，这是左尔格在汉堡大学经济学院研究过的课题。在上海时，左尔格又得到了一项来自德国化学学会的委托，调查中国市场销售法本工业公司产品的可能性。首先拜见了德国驻上海总领事海因里希·鲁特·冯·科伦贝格男爵，被介绍给驻南京国民政府的德国军事顾问团，与军事顾问赫尔曼·克里贝尔成为挚友。左尔格“既有魅力又漂亮，他有一个狭长的脑袋，一头浓密而卷曲的头发，脸上已经有了皱纹，一双深蓝色的眼睛，镶着一圈深色的睫毛，他有一张轮廓漂亮的嘴。”在社交场合他风度翩翩，器宇不凡，颇有人缘。以后，左尔格成了军事顾问团的常客。克里贝尔把左尔格引荐给了军政部长何应钦。希特勒上台后，克里贝尔以其纳粹党元老党员的身份继任了德国驻上海总领事。
接替了老资格的在沪情报网负责人亚历山大·乌拉诺夫斯基的资源，包括马克斯·克劳森，以及为法兰克福日报工作的美国著名左翼记者艾格尼丝·史沫特莱。史沫特莱又将佐尔格介绍给日本朝日新聞记者尾崎秀实。佐尔格从收费昂贵的华懋饭店移住青年会大楼（今西藏路123号），最后定居在尾崎秀实的虹口居所，地址是施高塔路（今山阴路145弄2号）。在德国领事的推荐下，左尔格迁至法租界辣斐德路（今复兴中路）一套舒适而租金不贵的住宅，并住了两年。
佐尔格以记者和农业专家的身份，随史沫特莱环游中国，与各地的中国共产党成员建立联系。1932年夏，国民政府同日本签订《淞沪停战协定》后，蒋介石筹划对苏区的第四次围剿。左尔格从军事顾问团朋友处得到对鄂豫皖根据地的进攻计划以及“掩体战略”详细计划后，在电告莫斯科的同时，把情报交给了陈翰笙转交给中共方面。 佐尔格在上海的组织代号为“拉姆扎小组”，情报发给“慕尼黑”（在莫斯科的上级的代号）。据俄罗斯解密档案，左尔格在上海期间，通过其报务员马克斯·克劳森的地下电台（经海参崴中继）发回莫斯科597份电报，其中有335份直接通报给了中共。苏联国家安全部第四局局长帕维尔·苏多普拉托夫中将指出，“左尔格搞到的情报在整个30年代都相当受重视”，它们为苏联制定其远东政策提供了可靠的依据。在生命的最后时刻，左尔格在东京巢鸭监狱的狱中日记里写道：“假如不是为了崇高的事业，我将在中国一直呆下去。我深深地迷恋上这个国家了。”

## 日本

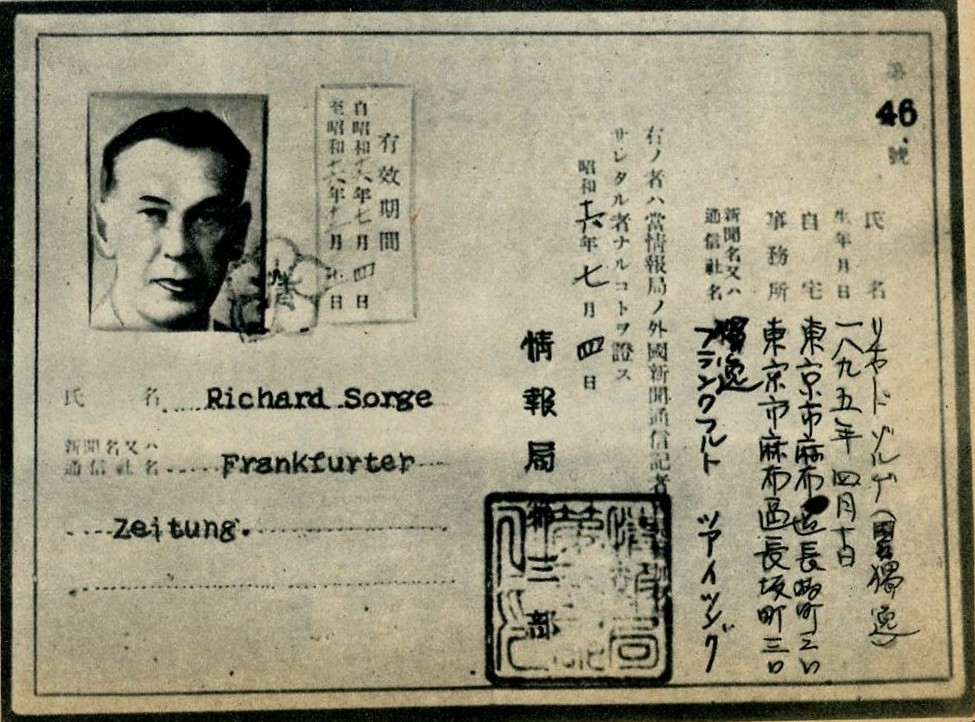
1941年7月4日情報局第3部發給佐尔格的外國記者證

1933年5月苏联决定派佐尔格建立在日本的间谍网，1933年9月6日佐尔格抵达横滨港，他受到上级的警告，不要和处于地下状态的日本共产党或蘇聯駐日大使館进行联系；相反地他抵達東京後的首先工作是訪問德國駐日大使館，與使館的德國人員建立人脈關係，並藉此進行間諜任務。
1937年7月佐尔格以记者身份到中国东北及华北搜集情报，以其德国记者身份为莫斯科提供了大量关于二次世界大战远东战场的信息。
1941年6月佐尔格警告苏联：德國准备发动巴巴罗萨计划进攻苏联。不过，当时苏联领导人斯大林并不相信佐尔格和他提供的情报，在巴巴罗萨行动发起前夕还辱骂他：
“有个在日本开厂子和窑子的杂种，他舔着脸说6月22日是德国进攻的日子。你们说我也该信他？”
1941年9月14日佐尔格通知苏联红军：日本不会进攻苏联，除非：
- 德軍攻佔莫斯科
- 駐在滿洲國的关东军的规模多出3倍于苏联在远东的军事力量
- 在西伯利亚爆发内战[15]

1941年10月14日尾崎秀实被捕，佐尔格接到警告，日本特高课正在逼近他。佐尔格决定同他在日本酒吧结识的情人石井花子一道离开日本，不过一个小错误使他付出了沉重代价：他没有烧毁警告他的纸条，而是将它扔在路旁；尾随他的东京警视厅特别高等警察外事课迅速地拾起了这张作为他罪证的纸条。同年10月18日佐尔格在东京石井花子家中被日本警察特高课逮捕。受尾崎秀实身份与交往的内阁、陆军参谋本部高级人物的影响冲击，第三次近卫文麿内阁于1941年10月16日总辞职；原任近卫内阁陆军大臣的东条英机于10月18日出任首相组阁。对相关人士的逮捕持续到翌年春季。但在当时及此后的一段时间，日本的新闻媒体没有做任何报道。小尾俊人为《现代史资料》丛书之《佐尔格事件（一）》卷所写的《解说》这样描述当时的情况：

1941年10月逮捕佐尔格等人的消息，在日本统治层如电击一般传开，并招致巨大的洪水般的流言。尾崎参与的早餐会的成员们，据说都悄然无声，相互确认着是否有'检察官'的传唤，而一般人民则直到下面所引录的司法省的正式发表之前，一无所知。这个正式发表，是在逮捕翌年即1942年5月16日，对佐尔格和尾崎秀实等人的检察审问已经结束，获得确凿证据之后。

1942年5月16日，以司法省刑事局制定的《国际谍报团事件发表纲要》为依据，有关佐尔格事件报道的禁令终于解除，《朝日新闻》1942年5月17日第一版标题为《国际谍报团被逮捕 国内外五人主犯》的报道。 

【司法省十六日午后五时发表】昭和十六年十月以降，东京刑事地方法院检事局根据警视厅的探查，指挥同厅进行了严密搜查；对理查德・佐尔格等相关者即可称为国际谍报团事件的主要关系人之审讯已告一段落，本日对其核心分子五人以违反国防保安法、治安维持法、军机保护法等罪名，向东京刑事地方法院提出要求预审的手续。
本谍报团由接受共产国际总部建立赤色谍报团组织的指令于昭和八年秋派遣至我国的理查德·佐尔格，纠合此前已经按照同样指令来到我国的布兰克·德·武凯利奇等，此后依序获得宫城与德、尾崎秀实、马克斯·克劳森等核心分子加入，使其机构得以强固组成，作为国内外共产主义者组成的秘密谍报团，利用十数名国内外人士，自结成以来直至被逮捕为止，多年来以合法之伪装，巧妙之手法，窃取包括与我国国情相关的机密事项在内的大量情报，通过通讯联络及其他手段传递出去。
近来由于日本精神的昂扬与屡次举行的搜捕，使共产主义运动几近销声匿迹，但尾崎等左翼分子仍不舍弃其信念，做出如此之卖国行为，此种情形，实令人憎恶。

最初由于佐尔格的德国侨民和纳粹党员身份，日本人相信佐尔格是一名阿勃維爾成员，不过阿勃維爾否认佐尔格是其成员。经受刑拷打，佐尔格承认自己是苏联间谍。新的证据显示，佐尔格也可能是为了掩护小组其他成员的行动，而选择招供以拖延时间。他招供真实而过于详细，但并没有交代同伴。在佐尔格用打字机以德文写出并提交给东京刑事地方法院检事局检察官吉河光贞的《手记》里，佐尔格做了这样的表述：

自1929年夏末起，我从斯堪的纳维亚和英国归来后，我和共产国际的关系就中断了。
我所提供的情报，是送给了苏联共产党中央委员会，还是送给了秘书处，或者是中央委员会设置的某情报机构，我对此毫无所知，但被党的最高领导部门，因而也被苏联政府的最高领导机构所用，是确定无疑的。下面，我试陈述我的情报活动之性质：从手续层面或组织层面，我的报告送往以第四局而为人所知的特殊机构。我为完成任务所必须的技术支持（比如无线联络、无线电技师等）以及其他方面的援助，都由这个第四局提供。有时第四局也向我下达有关军事性的任务，但重点放在对党的领导部门而言是必要的政治情报。因此，我和莫斯科当局的关系如下：所有的报告皆送往第四局，由第四局呈交给苏联共产党领导机构，其中对共产国际有价值的情报则送到那里。此外，苏联陆军、外务人民委员部等机构肯定也可以看到报告。总之，我的报告，从内容上说是通往苏联共产党，从手续上说是通往第四局。

由于1941年4月签署的《苏日中立条约》尚在五年有效期内，日本司法当局对苏联的情报人员，是不宜以“敌国间谍”援引《国防保安法》定罪的。只有强调其“共产国际”身份，并把“共产国际”解释为危及日本国体的颠覆组织，才可能援用《治安维持法》延长对佐尔格、尾崎秀实等人的拘留审讯时间，并以“颠覆国体罪”定以重刑乃至极刑。
由于苏联政府否认佐尔格苏联间谍的身份，佐尔格未能与日本战俘进行交换，他被监禁在巢鸭监狱。

## 逝世
《台湾日日新闻》报道：

【东京支社特稿】关于此前因国际谍报团事件被逮捕的理查德·佐尔格、尾崎秀实等，自昭和十八年五月三十日以来，东京地方刑事法院禁止公开，而由高田审判长进行调查审讯，但因被告人宫城与德于八月二日死亡，同月六日驳回该人的申诉，其他被告则于九月十日之前审理终结，分别解除了不得公开的禁令，于二十九日上午十时开庭公审，做出如下判决。

尾崎秀实、佐尔格被判处死刑、马克斯·克劳森、布兰克·德·武凯利奇被判无期徒刑以及安娜·克劳森被判三年有期徒刑。 
1944年11月7日东京时间上午10时，佐尔格于东京被日本当局处决。尾崎秀实也在同一天早些时候被处决。

## 评价与纪念

### 苏联与民主德国
佐尔格的母亲幸存了下来，继续生活在德国。佐尔格将财产交给了安娜克劳森。最初佐尔格被埋葬在巢鸭监狱的墓地。1949年，佐尔格的情人石井花子将他的遗体迁葬府中市多磨靈園。石井花子在2000年7月1日去世前，经常前去扫墓。
1964年之前，苏联政府不承认佐尔格是苏联间谍。并且佐尔格留在俄国的妻子卡佳也做为德国间谍家属而被捕、送往西伯利亚流放。1943年，卡佳死在西伯利亚。在1964年夏季奥运会期间，东德记者举行纪念佐尔格仪式。1964年11月5日，佐尔格获得苏联英雄头衔。蘇聯及解體後的俄羅斯駐日大使及訪日的俄國高級官員都會前往獻花 。

### 日本
第二次世界大战結束后，因谍报案被判了死刑但未执行而幸存下来的中西功、曾经不顾自身安危奔走营救尾崎的松本慎一等，都先后发表了追念和评价尾崎的文章。尾崎在狱中写给妻子和女儿的书信也在杂志陆续发表，并于1946年9月以《爱情如流星闪烁》为题由世界评论社出版。
指挥侦查、搜捕和亲自审讯佐尔格的主任检察官吉河光贞，“名副其实的把佐尔格和尾崎送到断头台”的人物，在战后不仅没有受到追究，反而在1948年出任了新设置的法务厅特别审查局首任局长，把其个人收藏的有关佐尔格审讯资料交给了驻日占领军司令部情报部首脑威洛比少将。1951年8月威洛比带吉河光贞出席了美国国会众议院麦卡锡委员会的听证会，就佐尔格事件提供证言，指控史沫特莱等人。
尾崎秀实预审法官的中村光三被驻日占领军当局传唤。其儿子、诗人中村稔回忆：
1949年，亡父受到占领军G2的威洛比少将的讯问。......开始被占领军传唤时，亡父很担心是否会被追究当年参与思想镇压的责任，等到他带着获赠礼品——相当于美军士兵一个星期的配给食品和杂物回到家里的时候，才彻底放下了心。那满满塞着巧克力、香烟、肥皂的包装袋，对于战后所有物品都极为匮缺的我们来说，不啻为一个百宝箱。我记得父亲断断续续被传唤、讯问了好多次。

现场指挥搜捕的特高警察外事股长宫下弘回忆：1949年4月时分，已经转到民营公司工作的他也被占领军当局叫去，要他“提供可以证明佐尔格和尾崎、史沫特莱关系的人”，并告诉他：“既不能是共产党员，也不能是（从前的）警察官”，即所谓立场中立面目公允的证人。两个月以后，在同样的场所，“威洛比为了感谢这些协力者，邀集了二十多名相关人士，从现任的警察厅长官到原特高课长乃至审讯川合贞吉的警部补，那一天，那么多人济济一堂”。

### 美国
战争时期日本内务省、司法省有关佐尔格-尾崎案的文件，从1946年起被美国占领军没收、整理和分析。
- 民间情报局（GIS）T·P·戴维斯中校1946年以日本司法省的小册子《佐尔格资料》Ⅰ及Ⅱ为依据制作了《戴维斯报告书》。
- 民间情报局（GIS）H·T·诺布尔博士详细整理誊写印刷《诺布尔报告书》于1947年12月15日空运至华盛顿作为美国陆军学校的谍报与反间谍教材。
- 民间情报局（GIS）1947年8月5日编写的《佐尔格事件报告书》。“结合佐尔格谍报团的活动及其技术手段的实际形态进行剖析，解明作为冷战对手的社会主义国家苏联的行为方式，提出将之打到的对应战略，为美国取得冷战的最后胜利提供一个重要线索”
- 驻日占领军司令部情报部首脑威洛比（英语：Charles A. Willoughby）少将1952年出版《上海的阴谋——赤色谍报团的全貌》一书，称“有关佐尔格事件的日本审判记录及与此相关的必要档案，都是充分可信的。”“1948年6月25日，美国国防部根据美国驻苏联大使沃爾特·比德爾·史密斯的特别要求希望公布此事件的电报来到了我们这里。因为驻莫斯科的美国大使馆馆员被指责从事了谍报活动，佐尔格事件是作为反驳这一指责的材料被要求发表的。”1949年2月10日，美国陆军部乔治・艾斯特上校在华盛顿记者招待会上首次公开散发了佐尔格间谍网的33000字报告（被称作《威洛比报告书》）。1949年2月11日，日本国内各报纸按照占领军当局要求同时刊载了《威洛比报告》。例如《朝日新闻》1949年2月11日第2版总标题《佐尔格事件的真相》，署“美陆军部发表”：“美陆军部于10日就太平洋战前从日本内部及德国大使馆探知军事情报的苏联间谍事件，发表了以'远东的苏联间谍事件'为题长达三万二千字的公告。此为麦克阿瑟从东京送来的报告”；“导语”后面副标题“侦探日德的机密 宛若推理小说的苏联间谍”；共同通讯社华盛顿10日发《警惕共产党的同情者》专文：“美陆军部于10日详细发表了与佐尔格事件相关的、苏联的间谍于战前在中国以及日本的活动，此份报告的目的是警告美国人要注意美国国内的间谍活动，奉告说：共产党的同情者很容易成为高级间谍，要警惕具有同情共产主义倾向的美国人。”《威洛比报告书》中把史沫特莱放到特别显眼的位置，其头像和佐尔格、尾崎等'间谍首犯'并置在一起，公告文本还在第一段文字里明确说：虽然佐尔格、尾崎秀实已经被处以绞刑，但“此类间谍可能还奔忙于世界各地，而美国作家艾格尼丝・史沫特莱也是曾在上海进行活动的苏联政府间谍”；第三段文字则专谈史沫特莱，特别提到她和抗日战争时期在延安访问过毛泽东的英国籍记者斯坦因（1900-1960）以及他们“曾写过有关中国的书”“他们都住在纽约”。1949年2月18日美陆军部情报部次官乔治・艾斯特上校就《威洛比报告书》发表声明说：“当此报告书的发表之际，陆军有必要指出，其内容是基于日本警察没有实际证据的情报写出的，是不代表美国政府的政策。”麦克阿瑟专门为威洛比的《上海的阴谋——赤色谍报团的全貌》一书写了《序》：“佐尔格事件并非仅仅发生并终结于东京的局部事件，而是关联着以赤色中国为中心的远东整体谋略的事件，必须从其世界规模的阴谋之背景上进行考察。并且，佐尔格谍报团最为活跃的地点上海，曾经是图谋称霸世界的狂热的共产主义者之温床。这是今日中国走向完全赤化的原因”。1953年4月该书出版了日文版，日译者福田太郎在《译序》开头即说明：“本书的原题‘SHANGHAI　CONSPIRACY’，应该是译为‘上海阴谋’或‘上海谋略’更为妥当，但其所述内容并不限于上海，毋宁说其正式舞台是在日本国内，且是和我们日本人直接相关的大事件，故参照其内容有意识地把题名改为《赤色间谍团的全貌-佐尔格事件-》”。

### 中华人民共和国
由于1964年前苏联始终不承认佐尔格属于苏联情报部门，中华人民共和国对佐尔格的身份也只能采取隐晦模糊的叙述。1950年史沫特莱病逝，她的中国友人公开发表纪念文章批驳以麦克阿瑟为代表的美国当局用“共产间谍”、“苏联间谍”等罪名迫害史沫特莱，翻译发表了史沫特莱为自己辩诬的广播讲演稿《控诉》时中文译者所加的说明，是中国大陆地区当时公开发表的有关佐尔格案最为详细的文字：

一九四九年二月十日，美国陆军部把麦克阿瑟根据第二次大战期间及战前日本秘密警察的档案制成一个报告，通过联合社的电讯发表出来，以莫须有的罪名加在史沫特莱及史坦因身上，说他们是：'苏联间谍和特务，加入过珍珠港事件以前在东京被绞决的德人沙奇【佐尔格的旧译名】和反法西斯的日人尾崎秀实所领导的苏联间谍团而现在仍然逍遥法外，余党或许仍在各国首都从事间谍活动'的荒唐电讯，末段竟说：'史沫特莱女士已经害了人，把她替苏联政府做间谍和特务的身份暴露出来，可以减轻她害人的程度。'麦克阿瑟这种卑劣手段，经不起史沫特莱严正驳斥，以及美国一些进步的报章杂志奋起而攻的压力，终于军部也只有承认所指控的没有事实根据，而且不该用那种发表方式及新闻报道的体裁。
在沙奇领导下的谍报工作者，确曾获得日本要偷袭珍珠港的情报，将它传递给莫斯科，莫斯科立即向美国提出警告。但是美国对这个事实却绝口不提，讳莫如深。

夏衍在《“左联”成立前后》一文里便特别提到了“帮助‘左联’进行了许多工作的三位外国同志”：尾崎秀实、山上正义、史沫特莱。文中夏衍回忆了请托尾崎秀实为左联提供开会场所的具体描述：“1930年5月下旬，胡也频、冯铿参加了在上海举行的苏维埃区域代表大会之后，'左联'决定向全体盟员作一次传达报告，但在当时，要找一个能容纳四、五十人的会场是十分困难的。我把这件事情告诉了尾崎，请他帮忙'。后来就是尾崎秀实帮助借用了驻沪日本记者俱乐部”。夏衍评价尾崎秀实：“他是一个表面上看来非常绅士的记者。但是，他在当时却是在上海的日本共产党和日本进步人士的核心人物”。夏衍后来在长篇回忆录《懒寻旧梦录》里，又重复了这段文字并有所补充；在追述“怪西人事件”时提及佐尔格，称其为“第三国际远东情报局”负责人。
陈翰笙，北京大学教授，自1926年起“在北京由李大钊同志和苏联加拉罕大使介绍为共产国际工作”，1929年初经宋庆龄介绍认识史沫特莱。1930年经史沫特莱介绍认识了佐尔格。1933年9月佐尔格奉调转往日本，陈也于1934年冬赴日，直至1935年4月因突然的变故而潜回上海转赴苏联，这段期间他一直参与佐尔格组织的工作。因熟谙英语、德语，可以和佐尔格直接交谈。陈所述，对佐尔格的一些工作内容当时他并不知情，“也绝不过问。这是秘密工作的规定”，在回忆录里谈及佐尔格的身份时，仅说其“早年投身革命，为第三国际和苏联做情报工作。1929年来中国，公开身份是经济学家，来中国研究银行业务的。实际上，他在搜集国民党政府武装力量的资料、观察最高军事指挥部的人事变化”。

## 備注
1. ↑  Christiane Gerlach
2. ↑  俄語羅馬化：Rikhard Zorge